# لينكانغ
لينكانغ (بالصينية: 临沧市 )‏ هي مدينة على مستوى محافظة، في جمهورية الصين الشعبية، تتبع يونان، تبلغ مساحتها 24,469 كيلومتر مربع، رمزها البريدي هو Ville : 677000.

## مدن توأم
المدن التوأم:
- دوبنا.

## التقسيمات الإدارية
- Linxiang, Lincang [الإنجليزية]‏
- Fengqing County [الإنجليزية]‏
- Yun County, Yunnan [الإنجليزية]‏
- Yongde County [الإنجليزية]‏
- Zhenkang County [الإنجليزية]‏
- Shuangjiang Lahu, Va, Blang and Dai Autonomous County [الإنجليزية]‏
- Gengma Dai and Va Autonomous County [الإنجليزية]‏
- Cangyuan Va Autonomous County [الإنجليزية]‏.